# Neudorf bei Passail
Neudorf bei Passail est une ancienne commune autrichienne du district de Weiz en Styrie.